# Upsala Nya Tidning
O Upsala Nya Tidning (lit. Novo Jornal de Uppsala) é um jornal diário de orientação liberal da cidade sueca de Uppsala, na província histórica de Uppland. 

Foi fundado em 1890. Tem formato tabloide. Tem formato tabloide. Tem uma tiragem à volta de 36 500 exemplares (2023).